# Forrester (Oklahoma)
Forrester è una comunità non incorporata della contea di Le Flore, Oklahoma, Stati Uniti.

## Storia
Forrester è intitolata a Charles E. Forrester, che stabilì un mulino sul sito nel 1907.